# 베이뷰 글렌 스쿨
베이뷰 글렌 스쿨(Bayview Glen School)은 캐나다 온타리오주 토론토에 있는 12년제 사립 초중고등학교이다.

## 개교
이 학교는 1962년에 첫 개교되었다.

## 트리비아
대한민국 뮤지컬배우 겸 연기자 손보승(브라이언 선)이 한때 유학 시절 2012년 이 학교 중고등학부를 1년 수료한 바 있다.